# Иназума 11 (сериал)
„Иназума 11“ (на английски: Inazuma Eleven) е японски аниме сериал, базиран на едноименната поредица видеоигри от Level-5. Анимационния сериал е продуциран от OLM под режисурата на Акияма Кацухито и съдържа 127 епизода.
Сериалът се излъчва по канала „ТВ Токио“ от 5 октомври 2008 г. до 27 април 2011 г. Сериалът е продуциран от Level-5 съвместно с „ТВ Токио“ and OLM.

## В България
В България сериалът започва излъчване по „Картун Нетуърк“ на 28 май 2012 г.

### Нахсинхронен дублаж
Дублажът е осъществен в Доли Медия Студио и екипът се състои от:
| Пост                | Име |
| ------------------- | --- |
| Преводач            | Вилма Карталска |
| Тонрежисьори        | Цветелина Цветкова Петър Пейков Ясен Пенчев Илиян Апостолов Евгений Манев |
| Режисьор на дублажа | Йоанна Микова |
| Озвучаващи артисти  | Вилма Карталска Цветослава Симеонова Златина Тасева Татяна Етимова Кирил Бояджиев Ненчо Балабанов Иван Велчев Камен Асенов Петър Бонев Иван Петков Явор Караиванов Явор Гигов Росен Русев Владимир Зомбори Стефан Къшев Христо Бонин |